# Ksenija Pervak
Ksenija Jur'evna Pervak, accreditata come Ksenia Pervak dalla WTA (in russo Ксения Юрьевна Первак?; Čeljabinsk, 27 maggio 1991), è un'ex tennista russa.

## Carriera
Ksenija, giocatrice mancina, è nata a Čeljabinsk città a circa 2 ore di volo da Mosca, un tempo vera e propria fabbrica per plutonio e tritio per uso militare, tanto da essere una delle città più contaminate del mondo (fino al 1992 era addirittura proibito a tutti gli stranieri di recarvisi). Nonostante l'inquinamento e le strutture sportive non all'altezza Ksenija ha cominciato la sua attività di tennista a soli 8 anni. In seguito si è trasferita a Mosca insieme alla sua famiglia. Una volta a Mosca, Ksenija è stata notata dalla federazione di tennis russa che ha acconsentito a farla allenare gratis e le ha pagato le spese per gli spostamenti.
Tale generosità è stata ripagata dalla tennista che prima ha vinto i campionati mondiali juniores del Les Petits As nel 2005, ed a 16 anni diventa la numero 5 al mondo nella categoria junior, vincendo gli Australian Open sempre nella categoria junior più svariati tornei nel circuito Itf; nonostante un 2009 costellato di infortuni Ksenija è arrivata ad un passo dalle prime 100 del mondo. È riuscita ad entrare nel tabellone principale del Roland Garros 2010, dove però è stata eliminata al primo turno dalla connazionale Marija Šarapova.
Il 14 febbraio 2010 ha raggiunto la prima finale WTA della carriera in doppio al PTT Pattaya Open insieme ad Anna Čakvetadze, perdendo 5-7, 1-6, dalla coppia composta da Marina Eraković e Tamarine Tanasugarn. Il 24 luglio perde la sua prima finale WTA in singolare alla Baku Cup, a discapito della tennista russa Vera Zvonarëva. Il 17 settembre 2011 vince il suo primo titolo WTA della carriera battendo in finale al torneo di Tashkent la ceca Eva Birnerová per 6-3, 6-1.
Al Torneo di Wimbledon 2011 ha raggiunto il quarto turno, suo miglior risultato fino ad ora in una prova dello Slam, dove è stata battuta da Tamira Paszek. Aveva battuto nel suo cammino la testa di serie numero 22 Shahar Peer, Pauline Parmentier e la numero 11 del tabellone Andrea Petković. Il 19 settembre 2011 è diventata la numero 37 del ranking WTA in singolare, mentre in doppio fu la numero 123 raggiunto nel gennaio del 2012.
Nel novembre del 2015 ha annunciato il suo ritiro per il persistere di problemi fisici. Ma nel gennaio 2017 è tornata sui suoi passi, disputando le qualificazioni del torneo di Brisbane, che non ha superato. Si è ritirata definitivamente in quello stesso anno.

## Statistiche WTA

### Singolare

#### Vittorie (1)
| Legenda               |
| --------------------- |
| Grande Slam (0)       |
| Ori Olimpici (0)      |
| WTA Finals (0)        |
| Premier Mandatory (0) |
| Premier 5 (0)         |
| Premier (0)           |
| International (1)     |

| N. | Data              | Torneo                  | Superficie | Avversaria    | Punteggio |
| 1. | 17 settembre 2011 | Tashkent Open, Tashkent | Cemento    | Eva Birnerová | 6-3, 6-1  |

#### Sconfitte (1)
| Legenda               |
| --------------------- |
| Grande Slam (0)       |
| Argenti Olimpici (0)  |
| WTA Finals (0)        |
| Premier Mandatory (0) |
| Premier 5 (0)         |
| Premier (0)           |
| International (1)     |

| N. | Data           | Torneo         | Superficie | Avversaria     | Punteggio |
| 1. | 24 luglio 2011 | Baku Cup, Baku | Cemento    | Vera Zvonarëva | 1-6, 4-6  |

### Doppio

#### Sconfitte (1)
| Legenda               |
| --------------------- |
| Grande Slam (0)       |
| Argenti Olimpici (0)  |
| WTA Finals (0)        |
| Premier Mandatory (0) |
| Premier 5 (0)         |
| Premier (0)           |
| International (1)     |

| N. | Data             | Torneo                    | Superficie | Compagna        | Avversarie                          | Punteggio |
| 1. | 14 febbraio 2010 | PTT Pattaya Open, Pattaya | Cemento    | Anna Čakvetadze | Marina Eraković Tamarine Tanasugarn | 5-7, 1-6  |

## Statistiche ITF

### Singolare

#### Vittorie (7)
| N. | Data              | Torneo              | Superficie  | Avversario in finale   | Punteggio     |
| 1. | 27 settembre 2007 | Batumi, Georgia     | Cemento     | Corinna Dentoni        | 6–4, 6–3      |
| 2. | 17 agosto 2008    | Penza, Russia       | Terra rossa | Sofia Shapatava        | 6–4, 6–1      |
| 3. | 23 agosto 2008    | Mosca, Russia       | Terra rossa | Elena Kulikova         | 3-6, 6–3, 6-1 |
| 4. | 8 agosto 2009     | Mosca, Russia       | Terra rossa | Ekaterina Ivanova      | 4-6, 6-4, 6-2 |
| 5. | 15 agosto 2009    | Mosca, Russia       | Terra rossa | Ekaterina Ivanova      | 6–0, 6–2      |
| 6. | 3 ottobre 2009    | Helsinki, Finlandia | Cemento     | Stéphanie Foretz Gacon | 6–4, 6–2      |
| 7. | 4 luglio 2010     | Toruń, Polonia      | Terra rossa | Magda Linette          | 6–4, 6–1      |

### Doppio

#### Vittorie (3)
| N. | Data              | Torneo                  | Superficie    | Compagna          | Avversarie in finale                  | Punteggio           |
| 1. | 12 settembre 2008 | Ruse, Bulgaria          | Terra rossa   | Aleksandra Panova | Vitalija D'jačenko Yevgeniya Pashkova | 6-2, 6(5)–7, [10-5] |
| 2. | 9 novembre 2008   | Ismaning, Germania      | Sintetico (i) | Oksana Ljubcova   | Julia Görges Laura Siegemund          | 6-2, 4-6, [10-7]    |
| 3. | 3 aprile 2010     | Chanty-Mansijsk, Russia | Sintetico (i) | Aleksandra Panova | Nadežda Kičenok Ljudmyla Kičenok      | 7–6(7), 2–6, [10–7] |

## Grand Slam Junior

### Singolare

#### Vittorie (1)
| Tornei del Grande Slam  |
| ----------------------- |
| Australian Open (1)     |
| Open di Francia (0)     |
| Torneo di Wimbledon (0) |
| US Open (0)             |

| N. | Data            | Torneo                     | Superficie | Avversario in finale | Punteggio |
| 1. | 31 gennaio 2009 | Australian Open, Melbourne | Cemento    | Laura Robson         | 6-3, 6-1  |

## Risultati in progressione
| Sigla | Risultato               |
| ----- | ----------------------- |
| V     | Vincitore               |
| F     | Finalista               |
| SF    | Semifinalista           |
| O     | Oro olimpico            |
| A     | Argento olimpico        |
| SF    | Bronzo olimpico         |
| QF    | Quarti di Finale        |
| 4T    | Quarto turno            |
| 3T    | Terzo turno             |
| 2T    | Secondo turno           |
| 1T    | Primo turno             |
| RR    | Round Robin             |
| LQ    | Turno di qualificazione |
| A     | Assente                 |
| ND    | Non disputato           |

| Legenda superfici    |
| -------------------- |
| Cemento              |
| Terra battuta        |
| Erba                 |
| Superficie variabile |

### Singolare nei tornei del Grande Slam
| Torneo          | 2009 | 2010 | 2011 | 2012 | 2013 | 2014 |
| --------------- | ---- | ---- | ---- | ---- | ---- | ---- |
| Australian Open | Q1   | Q3   | 1T   | 1T   | 2T   | A    |
| Open di Francia | A    | 1T   | 1T   | 1T   | A    | 1T   |
| Wimbledon       | A    | Q2   | 4T   | 1T   | A    | Q1   |
| US Open         | 1T   | 1T   | 1T   | Q3   | 1T   |      |

### Doppio nei tornei del Grande Slam
| Torneo          | 2010 | 2011 | 2012 | 2013 | 2014 |
| --------------- | ---- | ---- | ---- | ---- | ---- |
| Australian Open | A    | A    | A    | 2T   | A    |
| Open di Francia | A    | A    | 1T   | A    | A    |
| Wimbledon       | A    | A    | 1T   | A    | A    |
| US Open         | A    | 1T   | A    | A    | A    |

### Doppio misto nei tornei del Grande Slam
Nessuna partecipazione

## Vittorie contro giocatrici Top 10
| Stagione | 2013 | Totale |
| Vittorie | 1    | 1      |

| #    | Giocatrice         | Ranking | Evento                           | Superficie | Turno | Punteggio        | Rank. KPR |
| ---- | ------------------ | ------- | -------------------------------- | ---------- | ----- | ---------------- | --------- |
| 2013 |                    |         |                                  |            |       |                  |           |
| 1.   | Caroline Wozniacki | 10      | Brisbane International, Brisbane | Cemento    | 1T    | 2-6, 6-3, 7-6(1) | 103       |